# Estándar de Clasificación de la Industria Global
El Estándar de Clasificación de la Industria Global ( GICS - por sus siglas en inglés) es una taxonomía de la industria desarrollada en 1999 por MSCI y Standard & Poor's (S&P) para uso de la comunidad financiera global. La estructura de GICS consta de 11 sectores, 24 grupos industriales, 69 industrias y 158 subindustrias en las que S&P ha clasificado a todas las principales empresas de capital abierto. El sistema es similar a ICB ( Industry Classification Benchmark ), una estructura de clasificación mantenida por FTSE Group.
GICS se utiliza como base para los índices de mercado financiero S&P y MSCI en los que cada empresa se asigna a una subindustria y a una industria, grupo industrial y sector, por su principal actividad comercial. "GICS" es una marca registrada de McGraw Hill Financial y MSCI Inc.
La clasificación es la siguiente:
| Sector | Sector                                                  | Grupo Industrial | Grupo Industrial                                             | Industria | Industria                                                      | Sub-Industria | Sub-Industria                                                   |
| ------ | ------------------------------------------------------- | ---------------- | ------------------------------------------------------------ | --------- | -------------------------------------------------------------- | ------------- | --------------------------------------------------------------- |
| 10     | Energía                                                 | 1010             | Energía                                                      | 101010    | Equipos y servicios de energía                                 | 10101010      | Perforación de petróleo y gas                                   |
| 10     | Energía                                                 | 1010             | Energía                                                      | 101010    | Equipos y servicios de energía                                 | 10101020      | Equipos y servicios de petróleo y gas                           |
| 10     | Energía                                                 | 1010             | Energía                                                      | 101020    | Petróleo, gas y combustibles consumibles                       | 10102010      | Petróleo y gas integrados                                       |
| 10     | Energía                                                 | 1010             | Energía                                                      | 101020    | Petróleo, gas y combustibles consumibles                       | 10102020      | Exploración y producción de petróleo y gas                      |
| 10     | Energía                                                 | 1010             | Energía                                                      | 101020    | Petróleo, gas y combustibles consumibles                       | 10102030      | Refinación y comercialización de petróleo y gas                 |
| 10     | Energía                                                 | 1010             | Energía                                                      | 101020    | Petróleo, gas y combustibles consumibles                       | 10102040      | Transporte y almacenamiento de petróleo y gas                   |
| 10     | Energía                                                 | 1010             | Energía                                                      | 101020    | Petróleo, gas y combustibles consumibles                       | 10102050      | Carbón y combustibles consumibles                               |
| 15     | Materiales                                              | 1510             | Materiales                                                   | 151010    | Químicos                                                       | 15101010      | Productos químicos básicos                                      |
| 15     | Materiales                                              | 1510             | Materiales                                                   | 151010    | Químicos                                                       | 15101020      | Productos químicos diversificados                               |
| 15     | Materiales                                              | 1510             | Materiales                                                   | 151010    | Químicos                                                       | 15101030      | Fertilizantes y productos químicos agrícolas                    |
| 15     | Materiales                                              | 1510             | Materiales                                                   | 151010    | Químicos                                                       | 15101040      | Gases Industriales                                              |
| 15     | Materiales                                              | 1510             | Materiales                                                   | 151010    | Químicos                                                       | 15101050      | Productos químicos especiales                                   |
| 15     | Materiales                                              | 1510             | Materiales                                                   | 151020    | Materiales de construcción                                     | 15102010      | Materiales de construcción                                      |
| 15     | Materiales                                              | 1510             | Materiales                                                   | 151030    | Contenedores y Empaques                                        | 15103010      | Contenedores de metal y vidrio                                  |
| 15     | Materiales                                              | 1510             | Materiales                                                   | 151030    | Contenedores y Empaques                                        | 15103020      | Papel de embalar                                                |
| 15     | Materiales                                              | 1510             | Materiales                                                   | 151040    | Metales y Minería                                              | 15104010      | Aluminio                                                        |
| 15     | Materiales                                              | 1510             | Materiales                                                   | 151040    | Metales y Minería                                              | 15104020      | Minería y metales diversificados                                |
| 15     | Materiales                                              | 1510             | Materiales                                                   | 151040    | Metales y Minería                                              | 15104025      | Cobre                                                           |
| 15     | Materiales                                              | 1510             | Materiales                                                   | 151040    | Metales y Minería                                              | 15104030      | Oro                                                             |
| 15     | Materiales                                              | 1510             | Materiales                                                   | 151040    | Metales y Minería                                              | 15104040      | Metales preciosos y minerales                                   |
| 15     | Materiales                                              | 1510             | Materiales                                                   | 151040    | Metales y Minería                                              | 15104045      | Plata                                                           |
| 15     | Materiales                                              | 1510             | Materiales                                                   | 151040    | Metales y Minería                                              | 15104050      | Acero                                                           |
| 15     | Materiales                                              | 1510             | Materiales                                                   | 151050    | Productos de papel y forestales                                | 15105010      | Productos extranjeros                                           |
| 15     | Materiales                                              | 1510             | Materiales                                                   | 151050    | Productos de papel y forestales                                | 15105020      | Productos de papel                                              |
| 20     | Industriales                                            | 2010             | Bienes de Capital                                            | 201010    | Aeroespacial y Defensa                                         | 20101010      | Aeroespacial y Defensa                                          |
| 20     | Industriales                                            | 2010             | Bienes de Capital                                            | 201020    | Productos de construcción                                      | 20102010      | Productos de construcción                                       |
| 20     | Industriales                                            | 2010             | Bienes de Capital                                            | 201030    | Construcción e Ingeniería                                      | 20103010      | Construcción e Ingeniería                                       |
| 20     | Industriales                                            | 2010             | Bienes de Capital                                            | 201040    | Equipamiento eléctrico                                         | 20104010      | Componentes y equipos eléctricos                                |
| 20     | Industriales                                            | 2010             | Bienes de Capital                                            | 201040    | Equipamiento eléctrico                                         | 20104020      | Equipo Eléctrico Pesado                                         |
| 20     | Industriales                                            | 2010             | Bienes de Capital                                            | 201050    | Conglomerados Industriales                                     | 20105010      | Conglomerados Industriales                                      |
| 20     | Industriales                                            | 2010             | Bienes de Capital                                            | 201060    | Maquinaria                                                     | 20106010      | Maquinaria de construcción y camiones pesados                   |
| 20     | Industriales                                            | 2010             | Bienes de Capital                                            | 201060    | Maquinaria                                                     | 20106015      | Maquinaria agrícola                                             |
| 20     | Industriales                                            | 2010             | Bienes de Capital                                            | 201060    | Maquinaria                                                     | 20106020      | Maquinaria industrial                                           |
| 20     | Industriales                                            | 2010             | Bienes de Capital                                            | 201070    | Empresas comerciales y distribuidores                          | 20107010      | Empresas comerciales y distribuidores                           |
| 20     | Industriales                                            | 2020             | Servicios Comerciales y Profesionales                        | 202010    | Suministros y servicios comerciales                            | 20201010      | Impresión Comercial                                             |
| 20     | Industriales                                            | 2020             | Servicios Comerciales y Profesionales                        | 202010    | Suministros y servicios comerciales                            | 20201050      | Servicios ambientales y de instalaciones                        |
| 20     | Industriales                                            | 2020             | Servicios Comerciales y Profesionales                        | 202010    | Suministros y servicios comerciales                            | 20201060      | Suministros y servicios de oficina                              |
| 20     | Industriales                                            | 2020             | Servicios Comerciales y Profesionales                        | 202010    | Suministros y servicios comerciales                            | 20201070      | Servicios de apoyo diversificados                               |
| 20     | Industriales                                            | 2020             | Servicios Comerciales y Profesionales                        | 202010    | Suministros y servicios comerciales                            | 20201080      | Servicios de seguridad y alarma                                 |
| 20     | Industriales                                            | 2020             | Servicios Comerciales y Profesionales                        | 202020    | Servicios profesionales                                        | 20202010      | Servicios de recursos humanos y empleo                          |
| 20     | Industriales                                            | 2020             | Servicios Comerciales y Profesionales                        | 202020    | Servicios profesionales                                        | 20202020      | Servicios de investigación y consultoría                        |
| 20     | Industriales                                            | 2030             | Transporte                                                   | 203010    | Transporte Aéreo y Logística                                   | 20301010      | Transporte Aéreo y Logística                                    |
| 20     | Industriales                                            | 2030             | Transporte                                                   | 203020    | Aerolíneas                                                     | 20302010      | Aerolíneas                                                      |
| 20     | Industriales                                            | 2030             | Transporte                                                   | 203030    | Marino                                                         | 20303010      | Marino                                                          |
| 20     | Industriales                                            | 2030             | Transporte                                                   | 203040    | Carretera y Ferrocarril                                        | 20304010      | Ferrocarriles                                                   |
| 20     | Industriales                                            | 2030             | Transporte                                                   | 203040    | Carretera y Ferrocarril                                        | 20304020      | Terrestre                                                       |
| 20     | Industriales                                            | 2030             | Transporte                                                   | 203050    | Infraestructura de transporte                                  | 20305010      | Servicios aeroportuarios                                        |
| 20     | Industriales                                            | 2030             | Transporte                                                   | 203050    | Infraestructura de transporte                                  | 20305020      | Carreteras y vías férreas                                       |
| 20     | Industriales                                            | 2030             | Transporte                                                   | 203050    | Infraestructura de transporte                                  | 20305030      | Puertos Marítimos y Servicios                                   |
| 25     | Consumo Discrecional (Consumidor Cíclico)               | 2510             | Automóviles y Componentes                                    | 251010    | Componentes de automóviles                                     | 25101010      | Autopartes y equipos                                            |
| 25     | Consumo Discrecional (Consumidor Cíclico)               | 2510             | Automóviles y Componentes                                    | 251010    | Componentes de automóviles                                     | 25101020      | Neumáticos y Caucho                                             |
| 25     | Consumo Discrecional (Consumidor Cíclico)               | 2510             | Automóviles y Componentes                                    | 251020    | Automóviles                                                    | 25102010      | Fabricantes de automóviles                                      |
| 25     | Consumo Discrecional (Consumidor Cíclico)               | 2510             | Automóviles y Componentes                                    | 251020    | Automóviles                                                    | 25102020      | Fabricantes de motocicletas                                     |
| 25     | Consumo Discrecional (Consumidor Cíclico)               | 2520             | Bienes de Consumo Duraderos y Prendas de Vestir              | 252010    | Bienes duraderos para el hogar                                 | 25201010      | Productos electrónicos de consumo                               |
| 25     | Consumo Discrecional (Consumidor Cíclico)               | 2520             | Bienes de Consumo Duraderos y Prendas de Vestir              | 252010    | Bienes duraderos para el hogar                                 | 25201020      | Muebles para el hogar                                           |
| 25     | Consumo Discrecional (Consumidor Cíclico)               | 2520             | Bienes de Consumo Duraderos y Prendas de Vestir              | 252010    | Bienes duraderos para el hogar                                 | 25201030      | Construcción de viviendas                                       |
| 25     | Consumo Discrecional (Consumidor Cíclico)               | 2520             | Bienes de Consumo Duraderos y Prendas de Vestir              | 252010    | Bienes duraderos para el hogar                                 | 25201040      | Electrodomésticos                                               |
| 25     | Consumo Discrecional (Consumidor Cíclico)               | 2520             | Bienes de Consumo Duraderos y Prendas de Vestir              | 252010    | Bienes duraderos para el hogar                                 | 25201050      | Artículos para el hogar y especialidades                        |
| 25     | Consumo Discrecional (Consumidor Cíclico)               | 2520             | Bienes de Consumo Duraderos y Prendas de Vestir              | 252020    | Productos de ocio                                              | 25202010      | Productos de ocio                                               |
| 25     | Consumo Discrecional (Consumidor Cíclico)               | 2520             | Bienes de Consumo Duraderos y Prendas de Vestir              | 252030    | Textiles, prendas de vestir y artículos de lujo                | 25203010      | Ropa, accesorios y artículos de lujo                            |
| 25     | Consumo Discrecional (Consumidor Cíclico)               | 2520             | Bienes de Consumo Duraderos y Prendas de Vestir              | 252030    | Textiles, prendas de vestir y artículos de lujo                | 25203020      | Calzado                                                         |
| 25     | Consumo Discrecional (Consumidor Cíclico)               | 2520             | Bienes de Consumo Duraderos y Prendas de Vestir              | 252030    | Textiles, prendas de vestir y artículos de lujo                | 25203030      | Textiles                                                        |
| 25     | Consumo Discrecional (Consumidor Cíclico)               | 2530             | Servicios al Consumidor                                      | 253010    | Hoteles, Restaurantes y Ocio                                   | 25301010      | Casinos y juegos                                                |
| 25     | Consumo Discrecional (Consumidor Cíclico)               | 2530             | Servicios al Consumidor                                      | 253010    | Hoteles, Restaurantes y Ocio                                   | 25301020      | Hoteles, Resorts y Líneas de Cruceros                           |
| 25     | Consumo Discrecional (Consumidor Cíclico)               | 2530             | Servicios al Consumidor                                      | 253010    | Hoteles, Restaurantes y Ocio                                   | 25301030      | Instalaciones de ocio                                           |
| 25     | Consumo Discrecional (Consumidor Cíclico)               | 2530             | Servicios al Consumidor                                      | 253010    | Hoteles, Restaurantes y Ocio                                   | 25301040      | Restaurantes                                                    |
| 25     | Consumo Discrecional (Consumidor Cíclico)               | 2530             | Servicios al Consumidor                                      | 253020    | Servicios al consumidor diversificados                         | 25302010      | Servicios Educativos                                            |
| 25     | Consumo Discrecional (Consumidor Cíclico)               | 2530             | Servicios al Consumidor                                      | 253020    | Servicios al consumidor diversificados                         | 25302020      | Servicios Especializados al Consumidor                          |
| 25     | Consumo Discrecional (Consumidor Cíclico)               | 2550             | Venta al por Menor                                           | 255010    | Distribuidores                                                 | 25501010      | Distribuidores                                                  |
| 25     | Consumo Discrecional (Consumidor Cíclico)               | 2550             | Venta al por Menor                                           | 255020    | Venta al por menor por Internet y marketing directo            | 25502020      | Venta al por menor por Internet y marketing directo             |
| 25     | Consumo Discrecional (Consumidor Cíclico)               | 2550             | Venta al por Menor                                           | 255030    | Minorista multilínea                                           | 25503010      | Grandes almacenes                                               |
| 25     | Consumo Discrecional (Consumidor Cíclico)               | 2550             | Venta al por Menor                                           | 255030    | Minorista multilínea                                           | 25503020      | Tiendas de Mercancías Generales                                 |
| 25     | Consumo Discrecional (Consumidor Cíclico)               | 2550             | Venta al por Menor                                           | 255040    | Comercio minorista especializado                               | 25504010      | Venta al por menor de ropa                                      |
| 25     | Consumo Discrecional (Consumidor Cíclico)               | 2550             | Venta al por Menor                                           | 255040    | Comercio minorista especializado                               | 25504020      | Venta minorista de computadoras y productos electrónicos        |
| 25     | Consumo Discrecional (Consumidor Cíclico)               | 2550             | Venta al por Menor                                           | 255040    | Comercio minorista especializado                               | 25504030      | Venta al por menor de mejoras para el hogar                     |
| 25     | Consumo Discrecional (Consumidor Cíclico)               | 2550             | Venta al por Menor                                           | 255040    | Comercio minorista especializado                               | 25504040      | Tiendas especializadas                                          |
| 25     | Consumo Discrecional (Consumidor Cíclico)               | 2550             | Venta al por Menor                                           | 255040    | Comercio minorista especializado                               | 25504050      | Minorista automotriz                                            |
| 25     | Consumo Discrecional (Consumidor Cíclico)               | 2550             | Venta al por Menor                                           | 255040    | Comercio minorista especializado                               | 25504060      | Comercio minorista de muebles para el hogar                     |
| 30     | Productos básicos de consumo (Defensiva del consumidor) | 3010             | Venta Minorista de Alimentos y Productos Básicos             | 301010    | Venta minorista de alimentos y productos básicos               | 30101010      | Venta al por menor de medicamentos                              |
| 30     | Productos básicos de consumo (Defensiva del consumidor) | 3010             | Venta Minorista de Alimentos y Productos Básicos             | 301010    | Venta minorista de alimentos y productos básicos               | 30101020      | Distribuidores de Alimentos                                     |
| 30     | Productos básicos de consumo (Defensiva del consumidor) | 3010             | Venta Minorista de Alimentos y Productos Básicos             | 301010    | Venta minorista de alimentos y productos básicos               | 30101030      | Venta al por menor de alimentos                                 |
| 30     | Productos básicos de consumo (Defensiva del consumidor) | 3010             | Venta Minorista de Alimentos y Productos Básicos             | 301010    | Venta minorista de alimentos y productos básicos               | 30101040      | Hipermercados y Supercentros                                    |
| 30     | Productos básicos de consumo (Defensiva del consumidor) | 3020             | Alimentos, Bebidas y Tabaco                                  | 302010    | Bebidas                                                        | 30201010      | Cerveceras                                                      |
| 30     | Productos básicos de consumo (Defensiva del consumidor) | 3020             | Alimentos, Bebidas y Tabaco                                  | 302010    | Bebidas                                                        | 30201020      | Destilerías y Vinicultores                                      |
| 30     | Productos básicos de consumo (Defensiva del consumidor) | 3020             | Alimentos, Bebidas y Tabaco                                  | 302010    | Bebidas                                                        | 30201030      | Bebidas sin alcohol                                             |
| 30     | Productos básicos de consumo (Defensiva del consumidor) | 3020             | Alimentos, Bebidas y Tabaco                                  | 302020    | Productos alimenticios                                         | 30202010      | Productos agrícolas                                             |
| 30     | Productos básicos de consumo (Defensiva del consumidor) | 3020             | Alimentos, Bebidas y Tabaco                                  | 302020    | Productos alimenticios                                         | 30202030      | Carnes y alimentos envasados                                    |
| 30     | Productos básicos de consumo (Defensiva del consumidor) | 3020             | Alimentos, Bebidas y Tabaco                                  | 302030    | Tabaco                                                         | 30203010      | Tabaco                                                          |
| 30     | Productos básicos de consumo (Defensiva del consumidor) | 3030             | Productos para el hogar y personales                         | 303010    | Productos domésticos                                           | 30301010      | Productos domésticos                                            |
| 30     | Productos básicos de consumo (Defensiva del consumidor) | 3030             | Productos para el hogar y personales                         | 303020    | Productos personales                                           | 30302010      | Productos personales                                            |
| 35     | Cuidado de la Salud                                     | 3510             | Equipamiento y servicios de atención médica                  | 351010    | Equipos y suministros para el cuidado de la salud              | 35101010      | Equipos para el cuidado de la salud                             |
| 35     | Cuidado de la Salud                                     | 3510             | Equipamiento y servicios de atención médica                  | 351010    | Equipos y suministros para el cuidado de la salud              | 35101020      | Suministros para el cuidado de la salud                         |
| 35     | Cuidado de la Salud                                     | 3510             | Equipamiento y servicios de atención médica                  | 351020    | Proveedores y servicios de atención médica                     | 35102010      | Distribuidores de atención médica                               |
| 35     | Cuidado de la Salud                                     | 3510             | Equipamiento y servicios de atención médica                  | 351020    | Proveedores y servicios de atención médica                     | 35102015      | Servicios de atención médica                                    |
| 35     | Cuidado de la Salud                                     | 3510             | Equipamiento y servicios de atención médica                  | 351020    | Proveedores y servicios de atención médica                     | 35102020      | Centros de salud                                                |
| 35     | Cuidado de la Salud                                     | 3510             | Equipamiento y servicios de atención médica                  | 351020    | Proveedores y servicios de atención médica                     | 35102030      | Cuidado de la Salud Administrado                                |
| 35     | Cuidado de la Salud                                     | 3510             | Equipamiento y servicios de atención médica                  | 351030    | Tecnología del cuidado de la salud                             | 35103010      | Tecnología del cuidado de la salud                              |
| 35     | Cuidado de la Salud                                     | 3520             | Productos farmacéuticos, biotecnología y ciencias de la vida | 352010    | Biotecnología                                                  | 35201010      | Biotecnología                                                   |
| 35     | Cuidado de la Salud                                     | 3520             | Productos farmacéuticos, biotecnología y ciencias de la vida | 352020    | Productos farmacéuticos                                        | 35202010      | Productos farmacéuticos                                         |
| 35     | Cuidado de la Salud                                     | 3520             | Productos farmacéuticos, biotecnología y ciencias de la vida | 352030    | Herramientas y servicios de ciencias de la vida                | 35203010      | Herramientas y servicios de ciencias de la vida                 |
| 40     | Financieros                                             | 4010             | Bancos                                                       | 401010    | Bancos                                                         | 40101010      | Bancos Diversificados                                           |
| 40     | Financieros                                             | 4010             | Bancos                                                       | 401010    | Bancos                                                         | 40101015      | Bancos Regionales                                               |
| 40     | Financieros                                             | 4010             | Bancos                                                       | 401020    | Ahorros y Financiamiento Hipotecario                           | 40102010      | Ahorros y Financiamiento Hipotecario                            |
| 40     | Financieros                                             | 4020             | Finanzas diversificadas                                      | 402010    | Servicios financieros diversificados                           | 40201020      | Otros servicios financieros diversificados                      |
| 40     | Financieros                                             | 4020             | Finanzas diversificadas                                      | 402010    | Servicios financieros diversificados                           | 40201030      | Participaciones multisectoriales                                |
| 40     | Financieros                                             | 4020             | Finanzas diversificadas                                      | 402010    | Servicios financieros diversificados                           | 40201040      | Finanzas Especializadas                                         |
| 40     | Financieros                                             | 4020             | Finanzas diversificadas                                      | 402020    | Financiamiento al consumo                                      | 40202010      | Financiamiento al consumo                                       |
| 40     | Financieros                                             | 4020             | Finanzas diversificadas                                      | 402030    | Mercados de capitales                                          | 40203010      | Gestión de Activos y Bancos de Custodia                         |
| 40     | Financieros                                             | 4020             | Finanzas diversificadas                                      | 402030    | Mercados de capitales                                          | 40203020      | Banca de inversión y corretaje                                  |
| 40     | Financieros                                             | 4020             | Finanzas diversificadas                                      | 402030    | Mercados de capitales                                          | 40203030      | Mercados de capitales diversificados                            |
| 40     | Financieros                                             | 4020             | Finanzas diversificadas                                      | 402030    | Mercados de capitales                                          | 40203040      | Intercambios financieros y datos                                |
| 40     | Financieros                                             | 4020             | Finanzas diversificadas                                      | 402040    | Fideicomisos Hipotecarios de Inversión en Bienes Raíces (REIT) | 40204010      | REIT hipotecarios                                               |
| 40     | Financieros                                             | 4030             | Seguros                                                      | 403010    | Seguros                                                        | 40301010      | Corredoras de seguros                                           |
| 40     | Financieros                                             | 4030             | Seguros                                                      | 403010    | Seguros                                                        | 40301020      | Seguro de Vida y Salud                                          |
| 40     | Financieros                                             | 4030             | Seguros                                                      | 403010    | Seguros                                                        | 40301030      | Seguro Multilínea                                               |
| 40     | Financieros                                             | 4030             | Seguros                                                      | 403010    | Seguros                                                        | 40301040      | Seguro de propiedad y accidentes                                |
| 40     | Financieros                                             | 4030             | Seguros                                                      | 403010    | Seguros                                                        | 40301050      | Reaseguro                                                       |
| 45     | Tecnologías de la Información                           | 4510             | Software y Servicios                                         | 451020    | Servicios TI                                                   | 45102010      | Consultoría de TI y otros servicios                             |
| 45     | Tecnologías de la Información                           | 4510             | Software y Servicios                                         | 451020    | Servicios TI                                                   | 45102020      | Procesamiento de datos y servicios subcontratados               |
| 45     | Tecnologías de la Información                           | 4510             | Software y Servicios                                         | 451020    | Servicios TI                                                   | 45102030      | Servicios e Infraestructura de Internet                         |
| 45     | Tecnologías de la Información                           | 4510             | Software y Servicios                                         | 451030    | Software                                                       | 45103010      | Aplicaciones de Software                                        |
| 45     | Tecnologías de la Información                           | 4510             | Software y Servicios                                         | 451030    | Software                                                       | 45103020      | Software de sistemas                                            |
| 45     | Tecnologías de la Información                           | 4520             | Hardware y equipo de tecnología                              | 452010    | Equipos de Comunicaciones                                      | 45201020      | Equipo de comunicaciones                                        |
| 45     | Tecnologías de la Información                           | 4520             | Hardware y equipo de tecnología                              | 452020    | Hardware, almacenamiento y periféricos de tecnología           | 45202030      | Hardware, almacenamiento y periféricos de tecnología            |
| 45     | Tecnologías de la Información                           | 4520             | Hardware y equipo de tecnología                              | 452030    | Equipos, Instrumentos y Componentes Electrónicos               | 45203010      | Equipos e instrumentos electrónicos                             |
| 45     | Tecnologías de la Información                           | 4520             | Hardware y equipo de tecnología                              | 452030    | Equipos, Instrumentos y Componentes Electrónicos               | 45203015      | Componentes electrónicos                                        |
| 45     | Tecnologías de la Información                           | 4520             | Hardware y equipo de tecnología                              | 452030    | Equipos, Instrumentos y Componentes Electrónicos               | 45203020      | Servicios de fabricación electrónica                            |
| 45     | Tecnologías de la Información                           | 4520             | Hardware y equipo de tecnología                              | 452030    | Equipos, Instrumentos y Componentes Electrónicos               | 45203030      | Distribuidores de tecnología                                    |
| 45     | Tecnologías de la Información                           | 4530             | Semiconductores y equipamiento de semiconductores            | 453010    | Semiconductores y equipos de semiconductores                   | 45301010      | Equipos semiconductores                                         |
| 45     | Tecnologías de la Información                           | 4530             | Semiconductores y equipamiento de semiconductores            | 453010    | Semiconductores y equipos de semiconductores                   | 45301020      | Semiconductores                                                 |
| 50     | Servicios de Comunicación                               | 5010             | Servicios de telecomunicación                                | 501010    | Servicios Diversificados de Telecomunicaciones                 | 50101010      | Transportistas alternativos                                     |
| 50     | Servicios de Comunicación                               | 5010             | Servicios de telecomunicación                                | 501010    | Servicios Diversificados de Telecomunicaciones                 | 50101020      | Servicios Integrados de Telecomunicaciones                      |
| 50     | Servicios de Comunicación                               | 5010             | Servicios de telecomunicación                                | 501020    | Servicios de telecomunicaciones inalámbricas                   | 50102010      | Servicios de telecomunicaciones inalámbricas                    |
| 50     | Servicios de Comunicación                               | 5020             | Medios y entretenimiento                                     | 502010    | Media                                                          | 50201010      | Publicidad                                                      |
| 50     | Servicios de Comunicación                               | 5020             | Medios y entretenimiento                                     | 502010    | Media                                                          | 50201020      | Radiodifusión                                                   |
| 50     | Servicios de Comunicación                               | 5020             | Medios y entretenimiento                                     | 502010    | Media                                                          | 50201030      | Cable y Satélite                                                |
| 50     | Servicios de Comunicación                               | 5020             | Medios y entretenimiento                                     | 502010    | Media                                                          | 50201040      | Industria editorial                                             |
| 50     | Servicios de Comunicación                               | 5020             | Medios y entretenimiento                                     | 502020    | Entretenimiento                                                | 50202010      | Películas y entretenimiento                                     |
| 50     | Servicios de Comunicación                               | 5020             | Medios y entretenimiento                                     | 502020    | Entretenimiento                                                | 50202020      | Entretenimiento interactivo en el hogar                         |
| 50     | Servicios de Comunicación                               | 5020             | Medios y entretenimiento                                     | 502030    | Servicios y medios interactivos                                | 50203010      | Servicios y medios interactivos                                 |
| 55     | Servicios públicos                                      | 5510             | Servicios públicos                                           | 551010    | Servicios públicos de electricidad                             | 55101010      | Servicios públicos de electricidad                              |
| 55     | Servicios públicos                                      | 5510             | Servicios públicos                                           | 551020    | Servicios públicos de gas                                      | 55102010      | Servicios públicos de gas                                       |
| 55     | Servicios públicos                                      | 5510             | Servicios públicos                                           | 551030    | Multi-Servicios públicos                                       | 55103010      | Multi-Servicios públicos                                        |
| 55     | Servicios públicos                                      | 5510             | Servicios públicos                                           | 551040    | Servicios públicos de agua                                     | 55104010      | Servicios públicos de agua                                      |
| 55     | Servicios públicos                                      | 5510             | Servicios públicos                                           | 551050    | Productores Independientes de Energía y Electricidad Renovable | 55105010      | Productores de energía independientes y comerciantes de energía |
| 55     | Servicios públicos                                      | 5510             | Servicios públicos                                           | 551050    | Productores Independientes de Energía y Electricidad Renovable | 55105020      | Electricidad renovable                                          |
| 60     | Bienes Raíces                                           | 6010             | Bienes raíces                                                | 601010    | Fideicomisos de Inversión en Bienes Raíces (REIT)              | 60101010      | REIT diversificados                                             |
| 60     | Bienes Raíces                                           | 6010             | Bienes raíces                                                | 601010    | Fideicomisos de Inversión en Bienes Raíces (REIT)              | 60101020      | REIT industriales                                               |
| 60     | Bienes Raíces                                           | 6010             | Bienes raíces                                                | 601010    | Fideicomisos de Inversión en Bienes Raíces (REIT)              | 60101030      | REIT de hoteles y centros turísticos                            |
| 60     | Bienes Raíces                                           | 6010             | Bienes raíces                                                | 601010    | Fideicomisos de Inversión en Bienes Raíces (REIT)              | 60101040      | REIT de oficina                                                 |
| 60     | Bienes Raíces                                           | 6010             | Bienes raíces                                                | 601010    | Fideicomisos de Inversión en Bienes Raíces (REIT)              | 60101050      | REIT de atención médica                                         |
| 60     | Bienes Raíces                                           | 6010             | Bienes raíces                                                | 601010    | Fideicomisos de Inversión en Bienes Raíces (REIT)              | 60101060      | REIT residenciales                                              |
| 60     | Bienes Raíces                                           | 6010             | Bienes raíces                                                | 601010    | Fideicomisos de Inversión en Bienes Raíces (REIT)              | 60101070      | REIT minoristas                                                 |
| 60     | Bienes Raíces                                           | 6010             | Bienes raíces                                                | 601010    | Fideicomisos de Inversión en Bienes Raíces (REIT)              | 60101080      | REIT especializados                                             |
| 60     | Bienes Raíces                                           | 6010             | Bienes raíces                                                | 601020    | Gestión y desarrollo inmobiliario                              | 60102010      | Actividades Inmobiliarias Diversificadas                        |
| 60     | Bienes Raíces                                           | 6010             | Bienes raíces                                                | 601020    | Gestión y desarrollo inmobiliario                              | 60102020      | Empresas Operadoras de Bienes Raíces                            |
| 60     | Bienes Raíces                                           | 6010             | Bienes raíces                                                | 601020    | Gestión y desarrollo inmobiliario                              | 60102030      | Desarrollo inmobiliario                                         |
| 60     | Bienes Raíces                                           | 6010             | Bienes raíces                                                | 601020    | Gestión y desarrollo inmobiliario                              | 60102040      | Servicios Inmobiliarios                                         |

El estándar de clasificación es actualizado periódicamente por S&P Dow Jones Indices y MSCI. Numerosos cambios a lo largo de los años han resultado en la adición, eliminación o redefinición de varias subindustrias, industrias o grupos industriales. Desde 1999, ha habido dos revisiones a nivel sectorial:
- En 2016, el grupo de la industria inmobiliaria (con la excepción de los REIT hipotecarios) se trasladó del sector financiero a un sector inmobiliario de nueva creación.[5]
- En 2018, el sector de servicios de telecomunicaciones pasó a llamarse servicios de comunicación. El sector se amplió para incluir empresas de medios y entretenimiento que antes formaban parte del sector de consumo discrecional, así como empresas de servicios y medios interactivos del sector de la tecnología de la información.[6]